# Hagiești, Ialomița
Hagiești este un sat în comuna Sinești din județul Ialomița, Muntenia, România.

## Repere culturale

#### Conacul Marghiloman
Monument istoric de categorie A, înscris în Lista Monumentelor Istorice a județului Ialomița (cod LMI IL-II-m-A-14131). Construit de familia Marghiloman în anii 1869-1874,cu mesteri italieni,conacul are trei niveluri, pivniță, parter cu 7 camere, un etaj cu 10 incaperi, un hol central si 2 terase laterale si inglobeazaportiuni din zidariile unui ansamblu rezidential boieresc datand de la sfarsitul secolului al XVII. Cladirea este tipica pentru arhitectura caselor boieresti din secolul XIX. A fost propietatea lui Alexandru Marghiloman(1854-1925), om politic roman, deputat, senator in parlamentul Romaniei, ministru al justitiei, ministru de interne, a elaborat legea judecatoriilor de pace, a sustinut neutralitatea Romaniei in 1914-1916 si intrarea in primul razboi mondial de partea Germaniei. In functia de prim-ministru in perioada martie – octombrie 1918, a semnat pacea separata cu Germania din 5 martie 1918. In prezent in interiorul si la exteriorul conacului se pot observa urme ale lucrarilor de consolidare si restaurare, lucrari ce au fost pornite, oprite si iarasi oprite din cauza traditionalei lipse de fonduri. Conacul beneficiaza de o panorama exceptionala asupra campurilor si a baltilor cu peste din impresjurimi. Acces cu mașina: DN2A București-Lilieci, apoi drumul județean Lilieci - Fundulea până în satul Hagiești din comuna Sinești (pe malul Mostiștei).

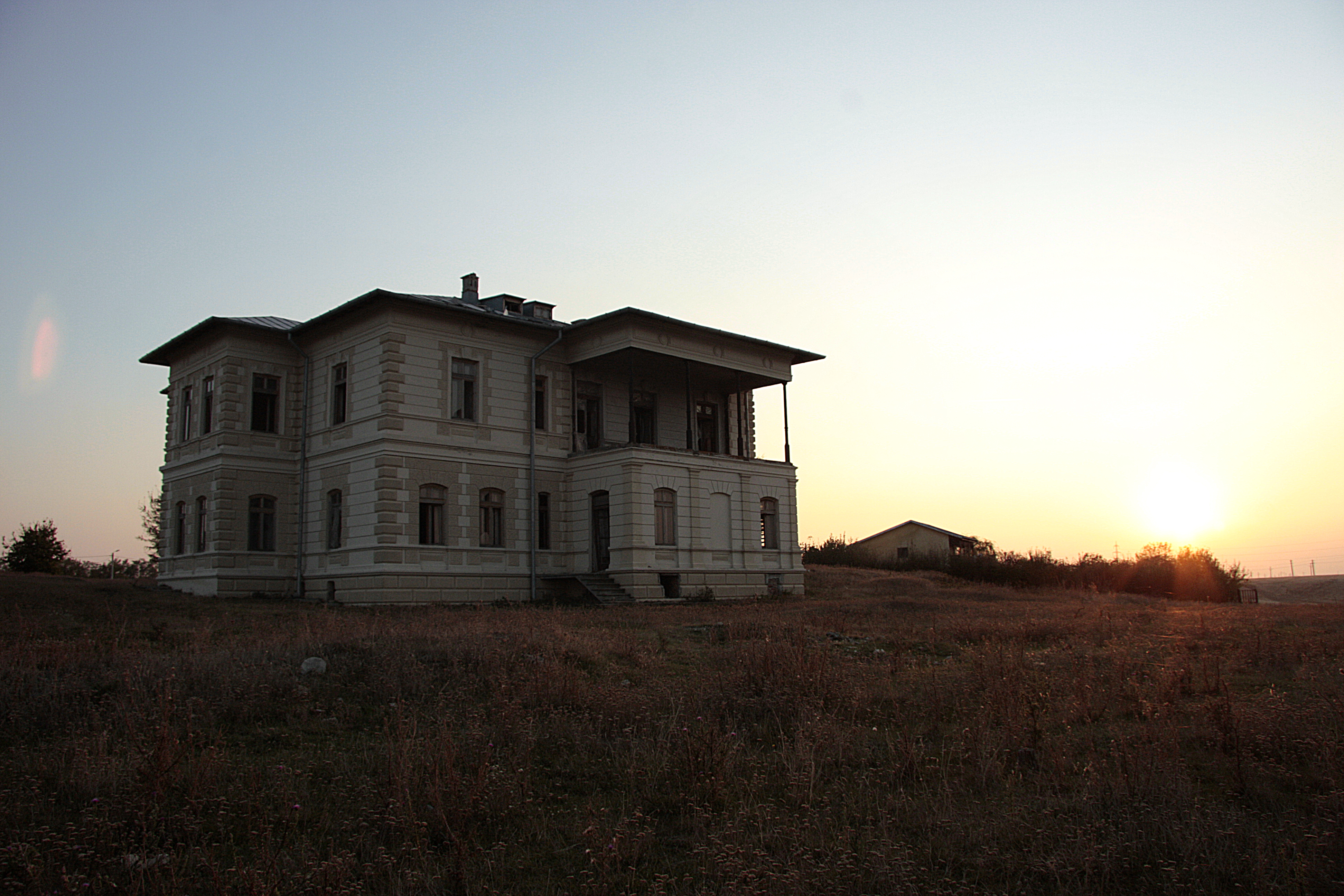
Conacul Marghiloman

#### Biserica Sf. Nicolae
Monument istoric și de arhitectură religioasă. Ctitoria lui Grigore Șutu (1791), biserica pastrează fresce originale în pridvor și picturi murale interioare.

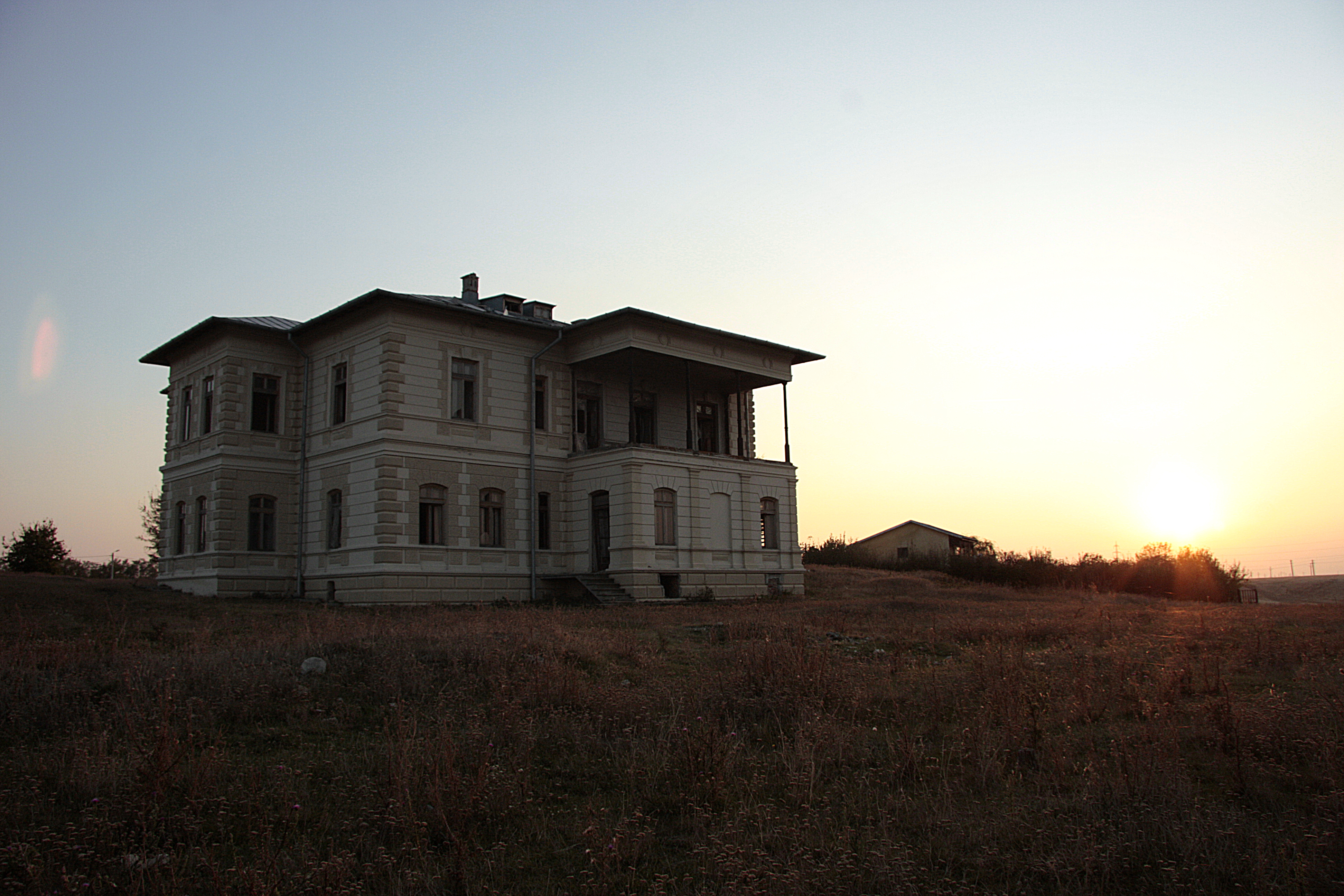
Apus tomnatic la conacul Marghiloman
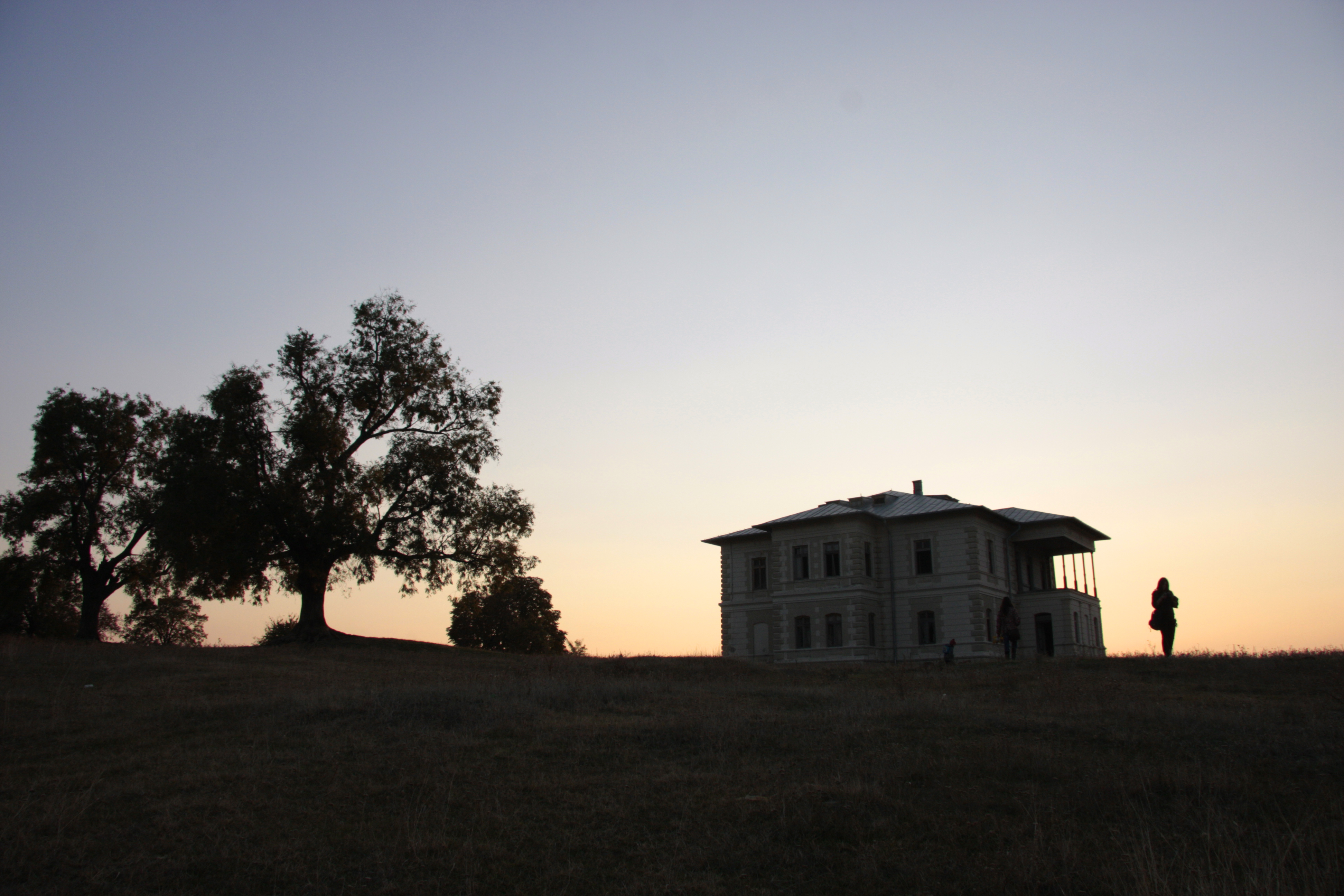
Conacul Marghiloman
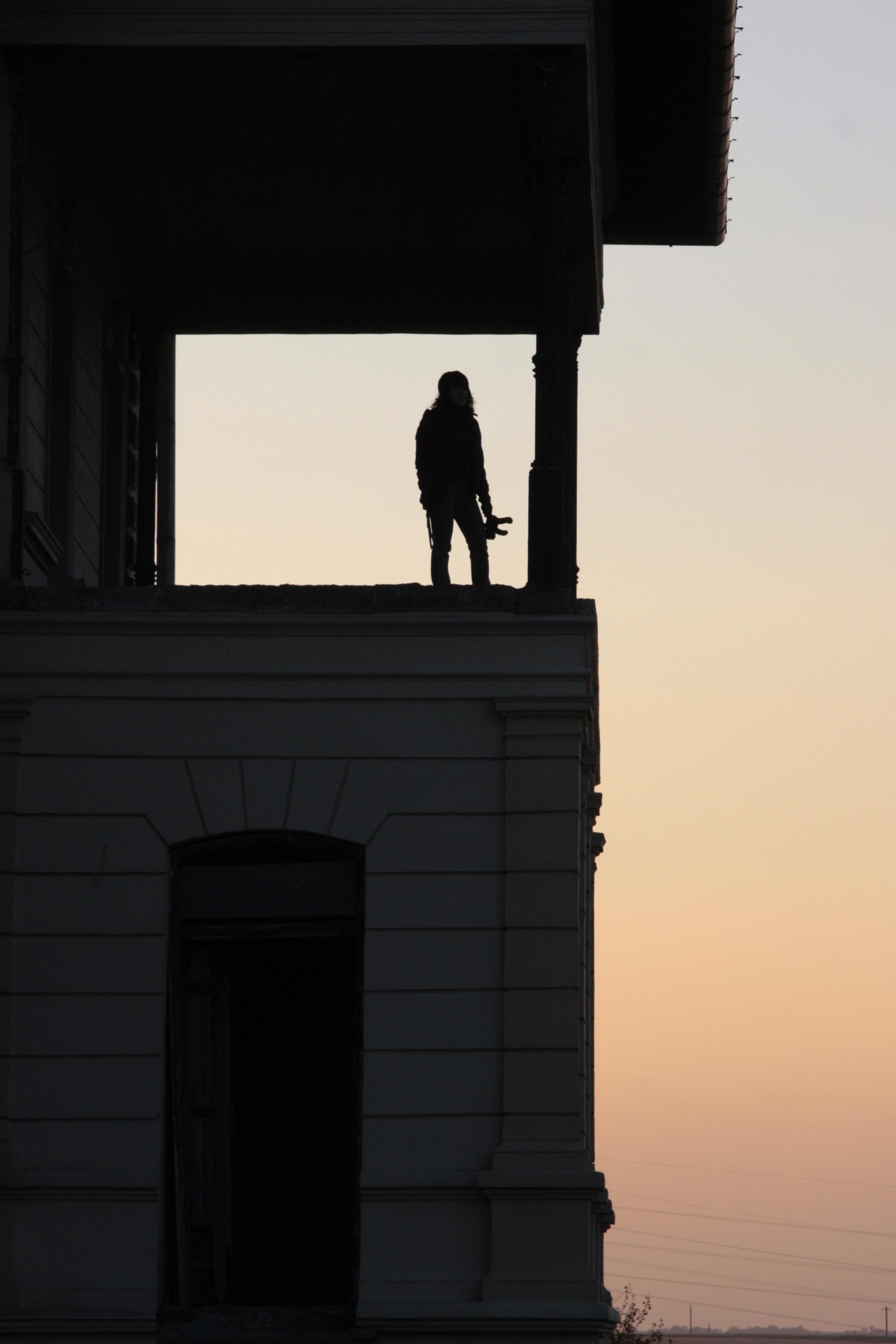
Fata cu păpușă de la_conac
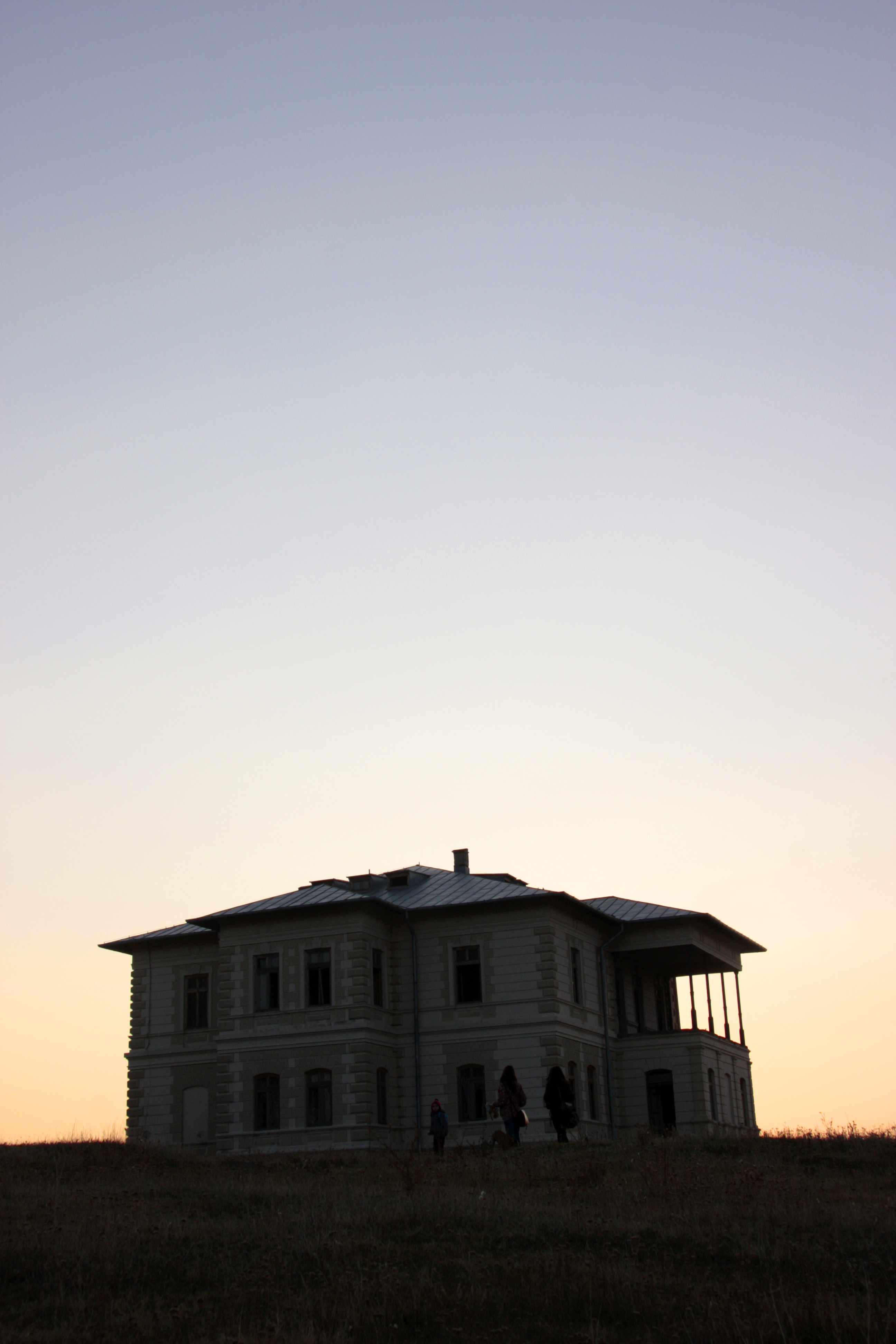
În vizită la conacul Marghiloman